# Fleischfresser

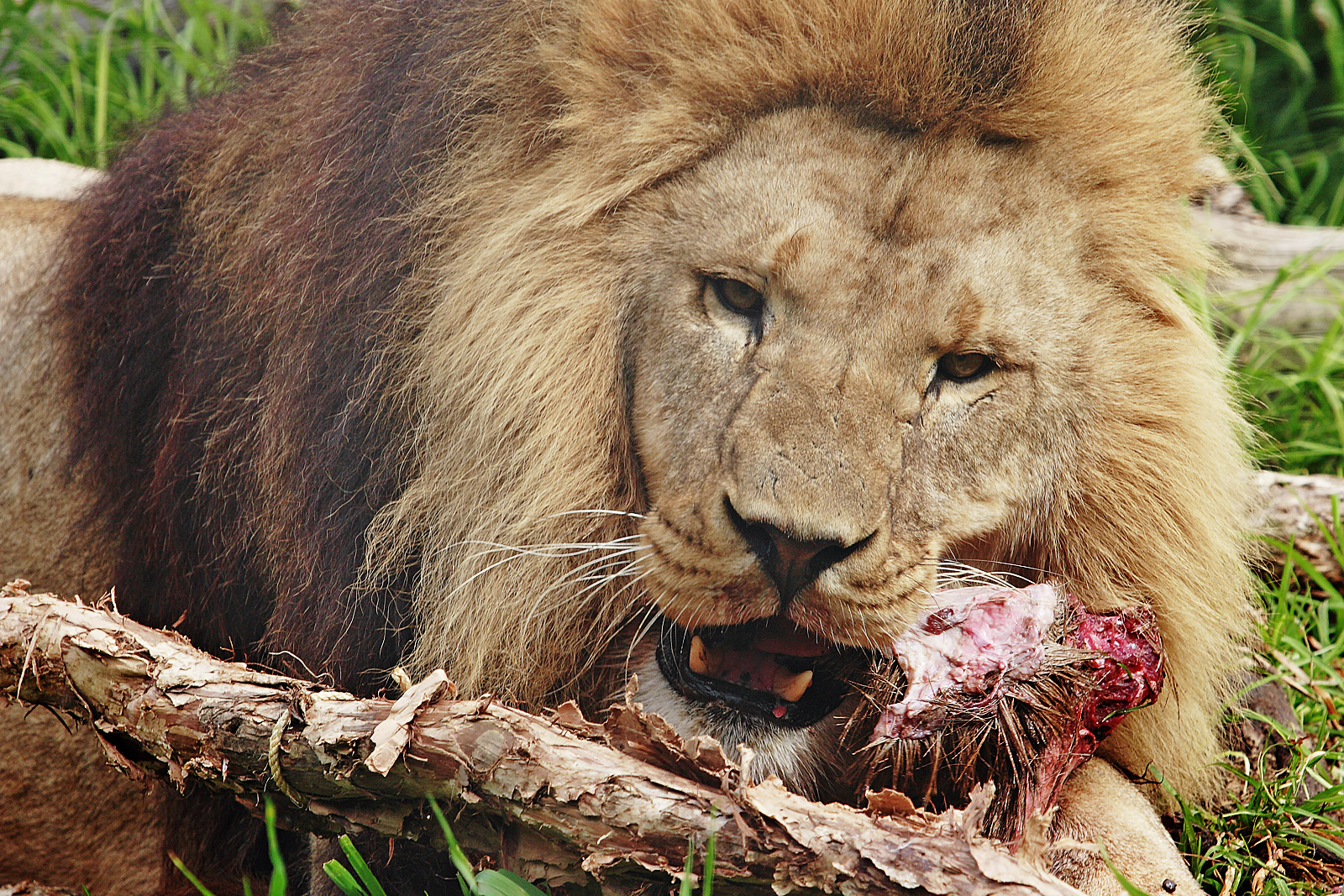
Löwe beim Fressen

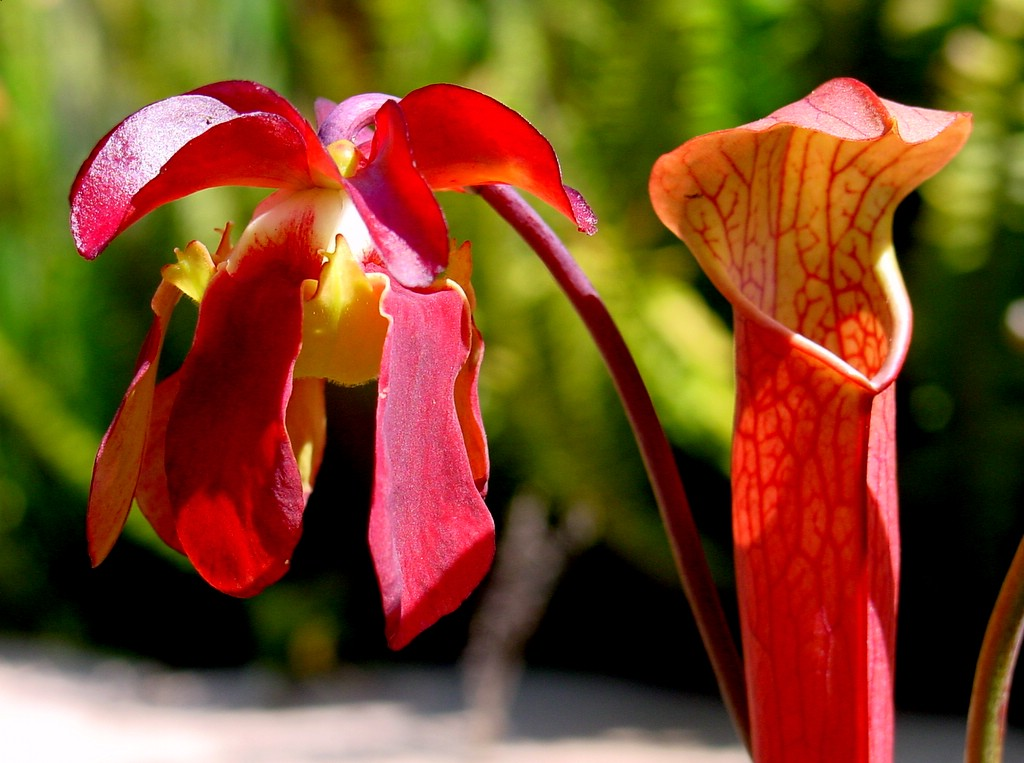
Sarracenia rubra, fleischfressende Pflanze

Als Fleischfresser, auch Karnivoren (von lateinisch caro [Genitiv carnis] „Fleisch“ und vorare „verschlingen, gierig fressen“) oder Zoophagen (von altgriechisch ζῷον zōon „Tier“ und φαγεῖν phagein „fressen“), bezeichnet man Tiere, Pflanzen und Pilze, die sich hauptsächlich oder ausschließlich von tierischem Gewebe ernähren.
Damit unterscheiden sie sich von den Pflanzenfressern (Herbivoren), die vorwiegend pflanzliche Kost bevorzugen, sowie von den Allesfressern (Omnivoren), wie den Menschen, deren Speiseplan gemischt ist. Als Aasfresser werden dagegen Organismen bezeichnet, die sich von Aas ernähren, Tieren also, die sie bereits tot vorgefunden haben. Sie lassen sich nicht immer klar von Fleischfressern trennen.
Zu den Fleischfressern gehören Tierarten nahezu aller Tierstämme. Unter den Wirbeltieren zählen z. B. viele Arten der Säugetiere dazu, speziell in den Ordnungen der Raubtiere, Insektenfresser, Wale und Raubbeutlerartigen, auch zahlreiche Vogel- und Reptilienarten, speziell Greifvögel, Krokodile, Warane und Schlangen, sowie viele Fischarten, nicht zuletzt bei den Haien. Unter den Gliederfüßern ist Karnivorie sehr viel weiter verbreitet. Ein Großteil der Spinnentiere (Arachnida), vor allem Webspinnen (Araneae) und Skorpione (Scorpiones), ernähren sich überwiegend von anderen Arthropoden. Milben (Acari) und Weberknechte (Opiliones) sind hingegen nur teilweise karnivor. Auch unter den Insekten gibt es zahlreiche fleischfressende Gruppen, z. B. Raubwanzen (Reduviidae), die Mehrheit der Laufkäferarten (Carabidae), sowie Hautflügler (Hymenoptera). Unter letztgenannten sind viele Parasitoide zu finden.
Fleischfresser (Karnivoren) sollten nicht mit der Säugetier-Ordnung Raubtiere (Carnivora) verwechselt werden. Carnivora sind nicht zwangsläufig Karnivoren, und Karnivoren gehören nicht zwangsläufig der Ordnung Carnivora an. Es gibt in vielen Entwicklungslinien Fleischfresser, sowohl bei Tieren als auch bei Pflanzen. Zudem gibt es Vertreter der Raubtiere, die sich, wie viele Bären, überwiegend von pflanzlicher Nahrung ernähren und somit zu den Allesfressern gehören.

## Begriffsdifferenzierung bei Landwirbeltieren
Bei zoophagen Landwirbeltieren (Tetrapoda) wird oft unterschieden zwischen Fleischfressern im engeren Sinn und Insektenfressern (Insektivoren; siehe auch Entomophagie). Während Fleischfresser im engeren Sinn sich überwiegend von (in der Regel selbst erlegten) kleineren Wirbeltieren ernähren, fressen Insektenfresser überwiegend Insekten und andere terrestrische Wirbellose (Regenwürmer, Landschnecken). In aller Regel korrelieren diese beiden Ernährungsformen mit der Körpergröße, die die Vertreter der betreffenden Art erreichen. Fleischfresser im engeren Sinn sind zumeist größer als Insektenfresser.
Bei den Fleischfressern im engeren Sinn wird weiter differenziert in Fleischfresser im engsten Sinn, die sich überwiegend von Muskelfleisch und Innereien anderer Tetrapoden ernähren, und Fischfresser (Piscivoren), die sich auf die Jagd und den Verzehr von Fisch (zumeist Vertreter der Echten Knochenfische) spezialisiert haben. Die Fleischfresser im engsten Sinn stellen in aller Regel die Spitzenprädatoren in ihrem Ökosystem.
Bei den Ernährungsgewohnheiten speziell der Raubsäuger (Carnivora) wird bisweilen anhand des Anteils von Wirbeltierfleisch am Nahrungsspektrum differenziert in Hypokarnivorie (maximal 30 % Wirbeltierfleisch), Mesokarnivorie (50–70 % Wirbeltierfleisch) und Hyperkarnivorie (mehr als 70 % Wirbeltierfleisch).